# كلينتون د. مكينون
كلينتون د. مكينون (بالإنجليزية: Clinton D. McKinnon)‏ هو مسير أعمال ورئيس تحرير صحيفة ورائد أعمال وصحفي وناشر وسياسي أمريكي، ولد في 5 فبراير 1906 في الولايات المتحدة، وتوفي بنفس المكان في 29 ديسمبر 2001. حزبياً، نشط في الحزب الديمقراطي. انتخب مندوب ‏ (1952 – 1956) وانتخب عضو مجلس النواب الأمريكي وقد انضم خلال فترته النيابية (3 يناير 1949 – 3 يناير 1953)  للكتلة البرلمانية الحزب الديمقراطي.